# كورنيدو فيسينتينو
كورنيدو فيسينتينو (بالإيطالية: Cornedo Vicentino)‏ هي مدينة وبلدية في مقاطعة مقاطعة فشنزة، في منطقة فنيتة، بشمال شرق إيطاليا.